# Brisque de Gascogne
Brisque de Gascogne, morte en 1018, est comtesse de Poitiers et duchesse d'Aquitaine. Elle transmet la Gascogne aux ducs d'Aquitaine.

## Biographie
Elle est la fille de Guillaume Sanche de Gascogne et d'Urraca de Navarre. 
Au début de l'année 1011 elle devient la seconde épouse de Guillaume V, duc d'Aquitaine et comte de Poitiers,,. Elle donne naissance à :
- Eudes de Poitiers[4],[2] (mort en 1039), duc de Gascogne à la mort de son oncle Sanche Guillaume[1], puis duc d'Aquitaine en 1038 à la mort de son demi-frère Guillaume VI[4],[2] ;
- Thibaut, mort jeune[4],[2] ;
- Adalaïs de Poitiers, mariée avec Géraud Ier d'Armagnac, puis avec Arnaud II, vicomte de Lomagne.

C'est par le mariage de Brisque que la Gascogne est rattachée à l'Aquitaine, puisqu'elle transmet ses droits sur la Gascogne à son fils Eudes et que celui-ci devient également duc d'Aquitaine,.
Elle meurt en 1018 et son époux se remarie en 1019 avec Agnès de Bourgogne.